# Alfaroa colombiana
Alfaroa colombiana là một loài thực vật có hoa trong họ Óc chó. Loài này được Lazano, J.Hern. & Espinal mô tả khoa học đầu tiên năm 1981.